# Almindelig hundegræs
Hundegræs (Dactylis glomerata) er en flerårig plante i græs-familien. Den vokser i 50-100 cm høje tuer på marker og langs veje. Småaksene sidder duskformet samlet i en ensidig top. Underarten skovhundegræs findes i muldrige løvskove.

## Kendetegn
Alm. hundegræs (Dactylis glomerata subsp. glomerata) kendes blandt andet på, at småaksets øvre yderavne og blomstens dækblad er stivhårede. Underarten skovhundegræs (Dactylis glomerata subsp. lobata) har glatte avner.

## Hjemsted
Hundegræs er oprindeligt hjemmehørende i Europa, Nordafrika og Asien, men er nu udbredt i alle tempererede områder af Jorden. Græsset er meget almindeligt i Danmark.

## Anvendelse
Hundegræs er en vigtig kulturplante, der dyrkes til høslæt og afgræsning.